# Пэнцзян
Пэнцзя́н (кит. упр. 蓬江, пиньинь Péngjiāng) — район городского подчинения городского округа Цзянмэнь провинции Гуандун (КНР).

## История
Исторически эти места были частью уезда Синьхуэй. 12 января 1951 года из уезда Синьхуэй был выделен город Цзянмэнь, и эти места перешли под его юрисдикцию, став его Пригородным районом (郊区); город Цзянмэнь был подчинён властям Специального района Юэчжун (粤中专区).
В 1952 году административное деление провинции Гуандун было изменено, и город Цзянмэнь стал местом размещения властей Административного района Юэчжун (粤中行政区). 18 августа 1955 года власти Административного района Юэчжун переехали из Цзянмэня в Фошань.
В конце 1955 года было принято решение об упразднении административных районов; город Цзянмэнь поначалу оставался в подчинении властям провинции, но 11 апреля 1958 года был понижен в статусе и подчинён властям Специального района Фошань (佛山专区). В ноябре 1958 года Специальный район Фошань был переименован в Специальный район Гуанчжоу (广州专区), но уже в январе 1959 года ему было возвращено прежнее название.
В декабре 1959 года город Цзянмэнь вошёл в состав нового Специального района Цзянмэнь (江门专区). 2 апреля 1961 года Специальный район Цзянмэнь был переименован в Специальный район Чжаоцин (肇庆专区). В июне 1963 года город Цзянмэнь вернулся в состав Специального района Фошань. В начале 1966 года город Цзянмэнь был вновь поднят в статусе и опять стал городом провинциального подчинения.
В 1970 году город Цзянмэнь опять был понижен в статусе, а Специальный район Фошань был переименован в Округ Фошань (佛山地区).
В 1975 году Цзянмэнь опять стал городом провинциального подчинения.
1 июня 1983 года округ Фошань был расформирован, и был образован городской округ Цзянмэнь. В июне 1984 года Пригородный район был уравнен в статусе с уездами.
10 августа 1994 года Пригородный район был переименован в район Пэнцзян.

## Административное деление
Район делится на 6 уличных комитетов и 3 посёлка.